# Aleación de aluminio 2195
La aleación de aluminio 2195 es una aleación de la familia de aluminio-cobre forjado (series 2000 o 2xxx). Es uno de los grados más complejos de la serie 2000, con al menos 91.9% de aluminio en peso. Como la mayoría de las otras aleaciones de aluminio-cobre, 2195 es una aleación de alta resistencia, con mala capacidad de trabajo y pobre resistencia a la corrosión. Al estar altamente aleado, tiende a caer en el lado de mayor resistencia y menor resistencia a la corrosión. Como una aleación forjada, no se utiliza en la fundición. Puede soldarse y es resistente a las fracturas a temperaturas criogénicas. Es uno de la familia de aleaciones de aluminio y litio Weldalite.
El aluminio 2195 puede ser referido alternativamente por la designación UNS A92195.
Es un 30% más resistente y un 5% menos denso que la aleación Al 2219 utilizada en el tanque externo original del Transbordador espacial.
La alta resistencia y la relación de peso de esta aleación ha dado como resultado sus aplicaciones aeroespaciales, como el tanque externo Super Lightweight Space Shuttle.

## Composición química
La composición de aleación de aluminio 2195 es:
- Aluminio: 91.9 a 94.9%
- Cobre: 3.7 a 4.3%
- Litio: 0.8 a 1.2%
- Magnesio: 0.25 a 0.8%
- Plata: 0.25 a 0.6%
- Circonio: 0.08 a 0.16%
- Hierro: 0.15% max
- Silicio: 0.12% max
- Titanio: 0.1% max
- Zinc: 0.25% max
- Residuos: 0.15% max